# 獲嘉県
獲嘉県（かくか-けん）は中華人民共和国河南省の新郷市に位置する県。

## 歴史
前漢武帝元鼎6年（紀元前111年）、河内郡汲県から新中郷付近を分離して新県を置いた。行幸中の武帝がこの地で、遠征軍が南越国の宰相・呂嘉を捕えたとの捷報を聞き喜ぶ。さきの聞喜県改名につづいて、当地を獲嘉県と改名した。（『漢書』巻6 武帝紀）

## 行政区画
- 鎮:城関鎮、照鏡鎮、黄堤鎮、中和鎮、徐営鎮、馮荘鎮、亢村鎮、史荘鎮、太山鎮
- 郷:位荘郷、大新荘郷